# Дечији оловни саркофаг са рељефним представама из Јагодин мале
Дечији оловни саркофаг са рељефним представама из Јагодин мале, један је од експоната из ранохришћанског периода археолошке збирке Народног музеја у Нишу, као најзначајни налаз из гроба 5, у централном делу нартекса, базилике са мартиријумом, са археолошког локалитета у Јагодин мали (једном од нишких насеља) у којој је откривен 1962. године. Саркофаг је датован у период између 379. и 408. године, када је Град Наис, данас Ниш, од краја 3. века а нарочито кроз читав 4. век доживљавао процват.

## Историја
Хришћанска традиција, која је почела да се шири у 4. веку на простору Нишке котлине и Наиса у њему, наставила је даљу експанзију са Константиновим признањем хришћанства 313. године, што је на овом простору оставило бројне материјалне трагове. Из периода од 4. века—6. века налазимо бројне остатке некропола-гробница. Тако је Наис од 4. века, захваљујући Константину, и касније другим царевима пореклом са овог простора, постао култно и културно средиште, јако верско жариште и познато епископско седиште.
Да је у касноантичком периоду Наис постао и значајан хришћански центар, сазнајемо из списа у којима се наводе именима шесторице епископа из 343–414. и 504–553. године:
1. Киријак (лат. Ciriacus) (пре 343)
2. Гауденције (лат. Gaudentius de eveque Naissus) (343—350)
3. Бонос (лат. Bonosus) (380—391)
4. Маркијан (лат. Marcianus) (409—414)
5. Гајан (лат. Gaianus) (504—516)
6. Пројект (лат. Proiectus) (553)

Забележено је да је у граду током Ускрса 344. боравио Атанасије Александријски, што указује на постојање значајне заједнице хришћана.
У тако значајном хришћанском центру почеле су да ничу гробнице на целој територије античког Наиса као најречитије сведочанство о градитељским способностима првих хришћана Наиса данас Ниша, али и сведочанство којом се брзином знање из Римске престонице, где су се у увелико градиле куполне грађевине, ширило и по ободу царства. Захваљујући доброј комуникацији Нишке котлине са свим просторима Римског царства, архитектонски облици гробнице, могу се упоредити са онима из других Рановизантијска гробница, широм царства., али и онима у Солуну, опредељујући њен настанак за 6. век.
У то време сахрањивање у Наису је вршено у истим типовима гробницама у Солуну, Софији и другим градовима. Како вишекуполне гробнице у Солуну, и Нишу подсећају на црквене грађевине, њихова непосредна веза, од архитектуре до претпоставке, је неоспорна као и чињеница да су ове грађевине највероватније градили исти мајстори који су на овом простору балкана градили цркве и зидали гробнице.
Најстарије гробље Наиса, које би припадало граду у време његовог почетног развоја, није документовано на терену, али се зна да је постојало према бројним надгробним споменицима и неколицини гробова. Како су ови гробови без чвршће конструкције (обично плитка јама) некропола је морала бити потиснута, а затим и уништена млађим касноантичким укопима. 
Према неким претпоставкама најстарија некропола се налазила код Виничке капије где је нађено неколико надгробних споменика са натписима и неколико раних гробова из 2 — 3. века. До сада су познате три гробнице чији су унутрашњи зидови и свод декорисани, сликани фреско-техником:
- Прва је откривена недалеко од Моста младости и датира из 4. века.
- Друга је откривена у кругу Фабрике текстила.
- Трећа и најзначајинија је она у Улици Косовке девојке, која датира с краја 4. века.

## Археолошки налаз
Дечји ранохришћански оловни саркофаг са поклопцем, откривен је током археолошких истраживања на простору Јагодин мале 1962. године, у базилици са мартиријумом као слободно укопан предмет, оријентисан у правцу запад–исток, у гробу означеним бројем 7(G-7), у дневнику истраживања обележена као  „костурница”, у посебно уважаваном јужном делу нартекса окружен аркосолијумима а испред улаза у мартиријум. На овом месту, изнад оловног саркофага, откривен је камени блок – менза (mensae martyrum) као део строја за потребе либације у дане обележавања страдања мученика. 
У саркофагу се налазио дечији костур умотан у свилу. 
Саркофаг је датован у период између 379. и 408. године, мада су се неки истраживачи определили за нешто раније датовање, између 337. и 340. године.
С обзиром на то да је на раскошном оловном саркофагу представљена царска тријада, покојник је морао бити неко високог ранга. У дечијем саркофагу је могло биги сахрањено дете из царске куће Наиса или царске пратње. Могуће да је царска свита путовала између 385. и 395. године из Константинопоља према Риму, када је у Наису, или на путу до Наиса преминуо покојник.
Оловни саркофаг је похрањен на већ угледном светом месту (locum sancti), испред улаза у мартиријум, окружен аркосолијумима, изнад са мензом за течну жртву а у потоњем јужном крају нартекса у 5. веку дограђене базилике.

## Изглед
Саркофаг је сачињен из два дела, сандука и поклопца, који је преклопљен преко сандука. На горњој површини поклопца, по средини, пластично је изведен равнокраки - грчки крст (crux immissa) пободен у врх постоља у облику једнакостраничног троугла кога творе грануле. На крајевима његовог хоризонталног крака је по једна стојећа фигура у дугој хаљини, док се на крајевима вертикалног крака крста и на краћим странама сандука, налази трочлана биста у рељефу.
Крст пободен у троугаоно постоље као симбол брежуљка Голготе, карактеристичан и јасно читљив симбол Распећа Христовог. Сведоци тријумфа васкрслог победника између два разбојника, били су апостоли, војници и жене. Зато се вертикални крак крста завршава са три попрсја жена на заветној плочи (tabula ansata) која се понављају шест пута. На самом крају попречног крака је по једна стојећа фигура у дугим опасаним туникама које представљају апостоле.
У историји ранохришћанске уметности није познат још један пример где је приказан крст са трочланим бистама и стојећим људским фигурама на крајевима хоризонталног крака крста. На пример на истом месту где су у Нишу распоређене људске фигуре срећу се птице (голубови) које симболишу апостоле, на пример крст из Дувна (Далмација), из 5 – 6. века, Задар, Ластово, Пила, итд.
Тумачење мотива на саркофагу
На сасркофагу се мотив трочлане бисте понавља шест пута – на свим бочним странама и поклопцу. У науци је вођена дискусија ко би могао бити приказан на саркофагу и постоји више мишљења: 
- Према првом — приказани су Константинови наследници – Константин II, Констанс I и Констанције II,
- Према другом — будући да је детаљном аналаизом потврђено да је саркофаг био израђен у периоду између 379. и 408. године – постоји и мишљење да су на саркофагу представљени императори Грацијан II, Валентинијан II и Теодосије I.[9]
- Према трећем — рељефна декорација са дечјег оловног саркофага сагледана као целина, осмишљена је у духу праочевог гроба – Голготе и Христовог распећа, и симболише васкрсење, победу над смрћу и адом и нови живот. Уз приказ голготског крста (јединствен у свету), приказани су и сведоци тријумфа васкрслог Христа, осим апостола, и три жене које су приказане као трочлане бисте на рељефу крста.

Мишљења којима се раније покушавало да се три бисте опишу као три императора, према мишљењу Миша Ракоција, доктор историје уметности и саветник Завода за заштиту споменика културе из Ниша, каже те теорије не стоје јер је немогуће разазнати ликове.